# 桑野町 (阿南市)
桑野町（くわのちょう）は、徳島県阿南市の町名。2014年3月31日現在の人口は2,044人、世帯数は788世帯。郵便番号は〒779-1402。

## 地理
阿南市の中央部に位置する。北は長生町、東は内原町、西は山口町に接する。四方を山に囲まれ、山峡により他地域と結びついている。山口町から東流してきた桑野川は、当地で方向を変え北上する。
農村地帯で、ミカンの栽培が盛んであったが、近年は兼業農家が増えている。 

### 河川
- 桑野川

### 小字

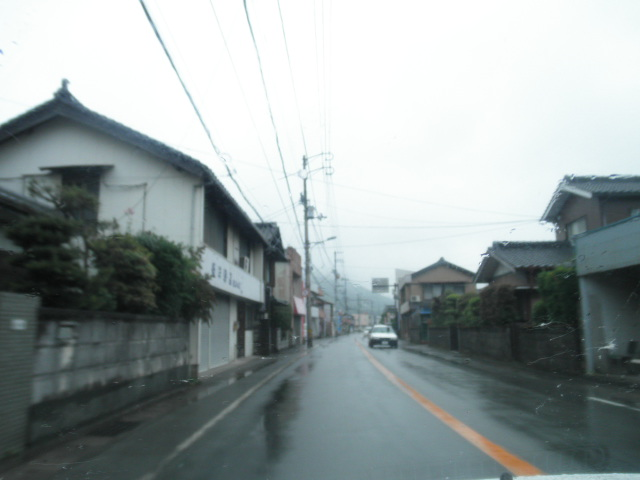
桑野町字中野

| - 荒田 - 池ノ内 - 壱町ケ坪 - 井ノ口原 - 井ノ原 - 大地 - 大谷 - 岡ノ鼻 | - 岡 - 落合 - 尾花 - 上張 - 清松 - 車ノ口 - 桑野谷 - 光源寺 | - 幸堂 - 紺屋 - 菅増 - 谷 - 友田 - 鳥居前 - 中ケ谷 - 長崎 | - 中富 - 中野 - 西谷 - 廿枝 - ハナ - 花井 - 花坂 - 原田 | - 檜原 - 蛭地 - 町 - 水久保 - 宮ノ前 - 宮ノ森 - 柳田 - 山路 | - 山田 - 山ノ花尾花 - 蓮花寺谷 |  |

## 歴史
江戸期から町村制の施行された明治22年にかけては那東郡および那賀郡の村であった。寛文4年より那賀郡に属す。
明治22年に同郡桑野村、そして昭和15年より桑野町の大字となる。昭和30年より富岡町の大字となる。昭和33年に阿南市が誕生し、現在の町名となる。

## 施設
- 徳島県南部健康運動公園

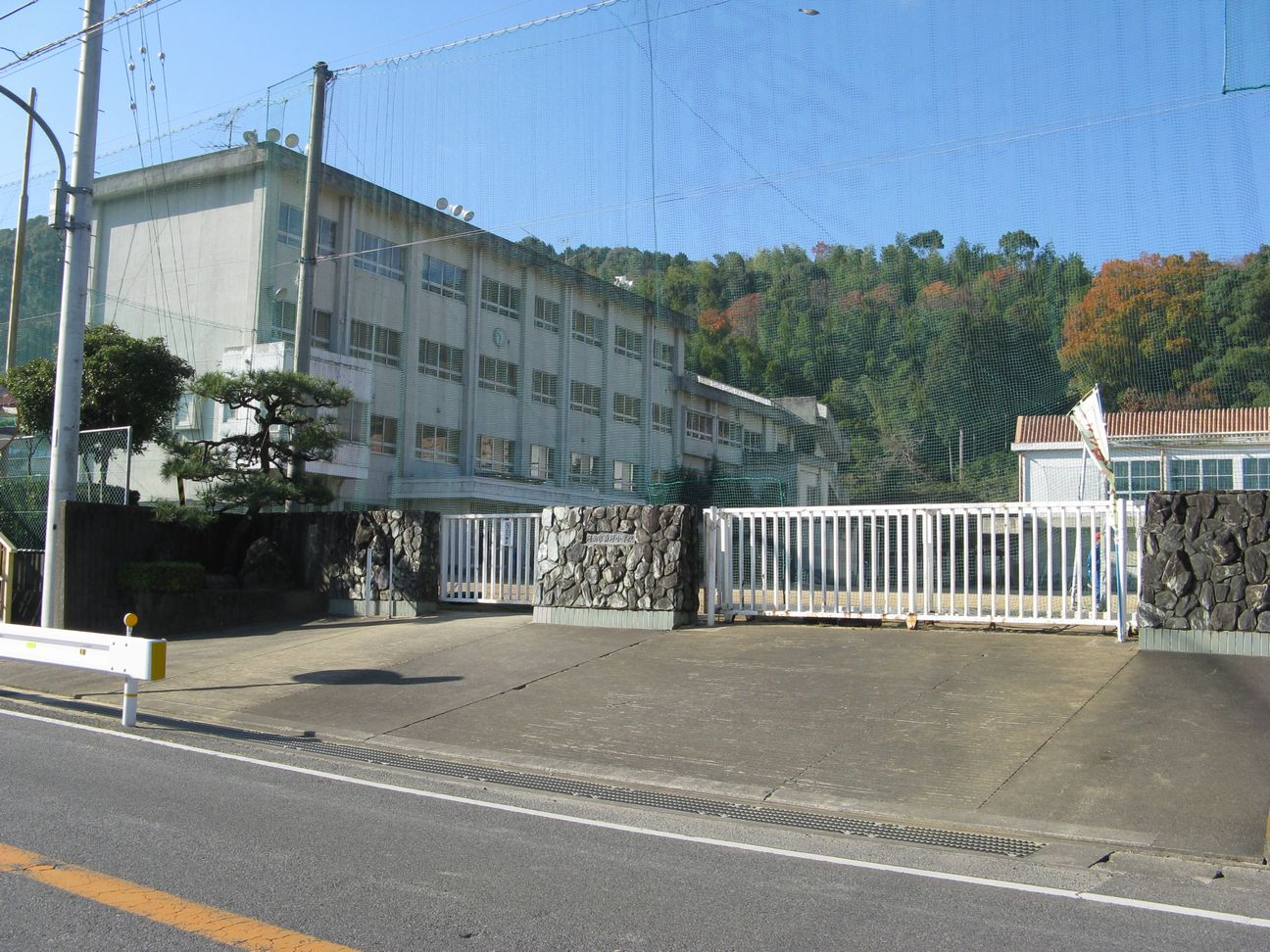
阿南市立桑野小学校

  - 徳島県南部健康運動公園野球場（JAアグリあなんスタジアム）
- 徳島県立南部テクノスクール
- 阿南市立桑野小学校
- 桑野自動車学校
- 桑野郵便局
- 阿南警察署桑野町駐在所
- 桑野天神社
- 羽落神社
- 梅谷寺
- 萬福寺
- 桑野城址

## 交通

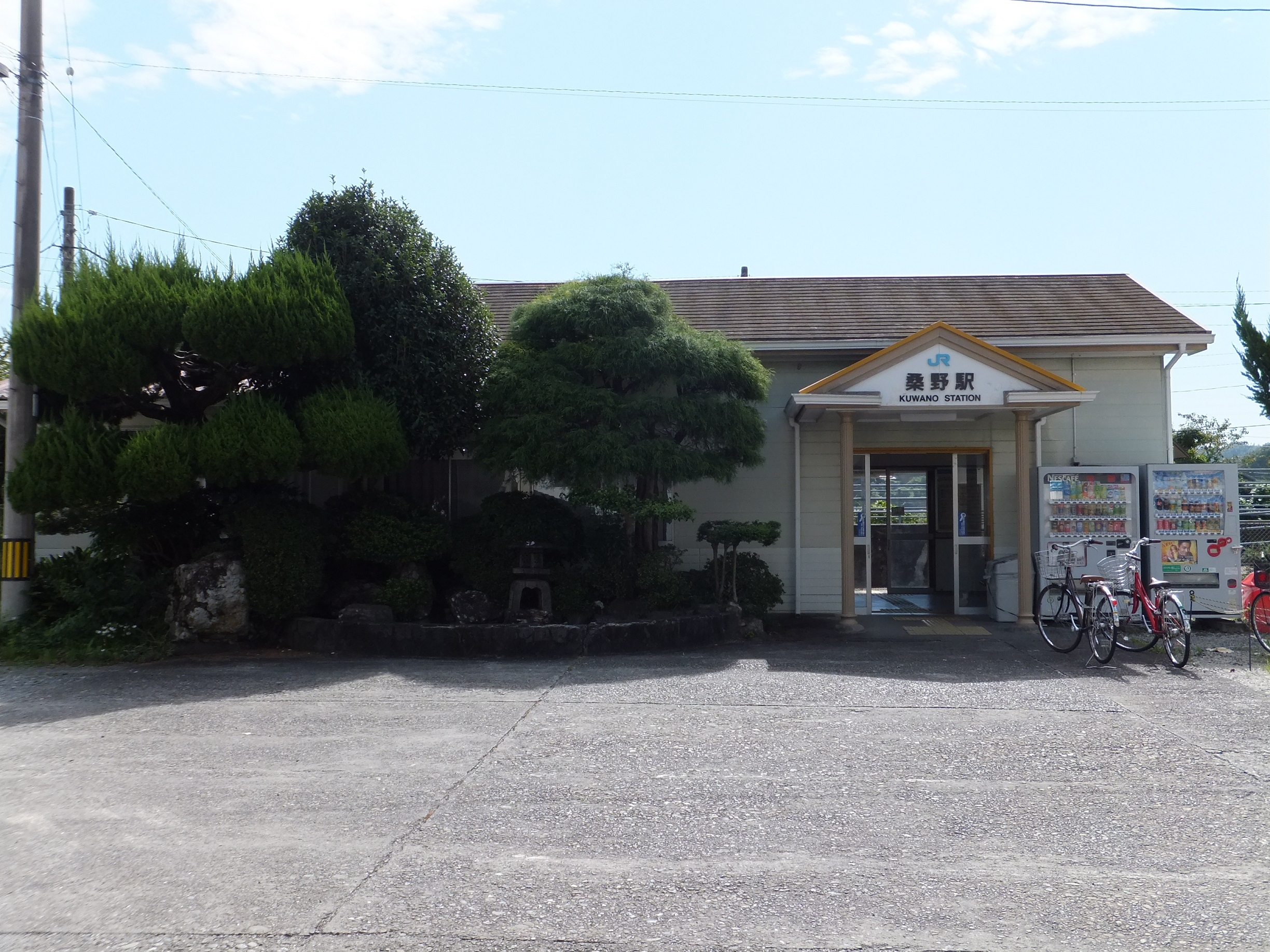
JR桑野駅

### 鉄道
四国旅客鉄道（JR四国）牟岐線が通り、桑野駅が設置されている。

### 道路
国道
- 国道195号

都道府県道
- 徳島県道24号羽ノ浦福井線

### 路線バス
徳島バス
- 大地

徳島バス・徳島バス南部
- 桑野上

## 出身の人物
- 鎌田東二 - 哲学者